# Großzerlang
Großzerlang ist ein Ortsteil der Stadt Rheinsberg und liegt im äußersten Norden von Brandenburg im Landkreis Ostprignitz-Ruppin an der Grenze zu Mecklenburg-Vorpommern. Zu diesem Ortsteil gehören auch die Siedlungen Kolonie und Adamswalde.

## Geografie
Der Ort liegt in der Großlandschaft Mecklenburgische Seenplatte, im Naturpark Stechlin-Ruppiner Land und ist eingebettet in das 48.200 ha große Landschaftsschutzgebiet Ruppiner Wald- und Seengebiet. Großzerlang und das westlich benachbarte Kleinzerlang liegen etwa zwölf Kilometer von Rheinsberg entfernt.
Großzerlang liegt auf einer Halbinsel umschlossen im Westen und Norden vom Kleinen Pälitzsee und im Osten vom Großen Pälitzsee. Mitten auf dem Kleinen Pälitzsee befindet sich der fiktive Null-Kilometer für die Rheinsberg-Zechliner Gewässer in südwestliche Richtung. Nach Nordwesten geht es weiter mit der Müritz-Havel-Wasserstraße bis Hamburg oder zur Nordsee. Nach Osten gelangt der Wasserwanderer über die Obere Havel-Wasserstraße bis Berlin/Potsdam und nach Nordosten zu den Havelquellseen.
Die Umgebung ist gekennzeichnet durch die typische Endmoränenlandschaft der Mecklenburgischen Seenplatte mit Mooren, Sandflächen, Heideflächen und tiefen Kiefernwäldern mit Buchen- oder Douglasienbeständen.

## Geschichte

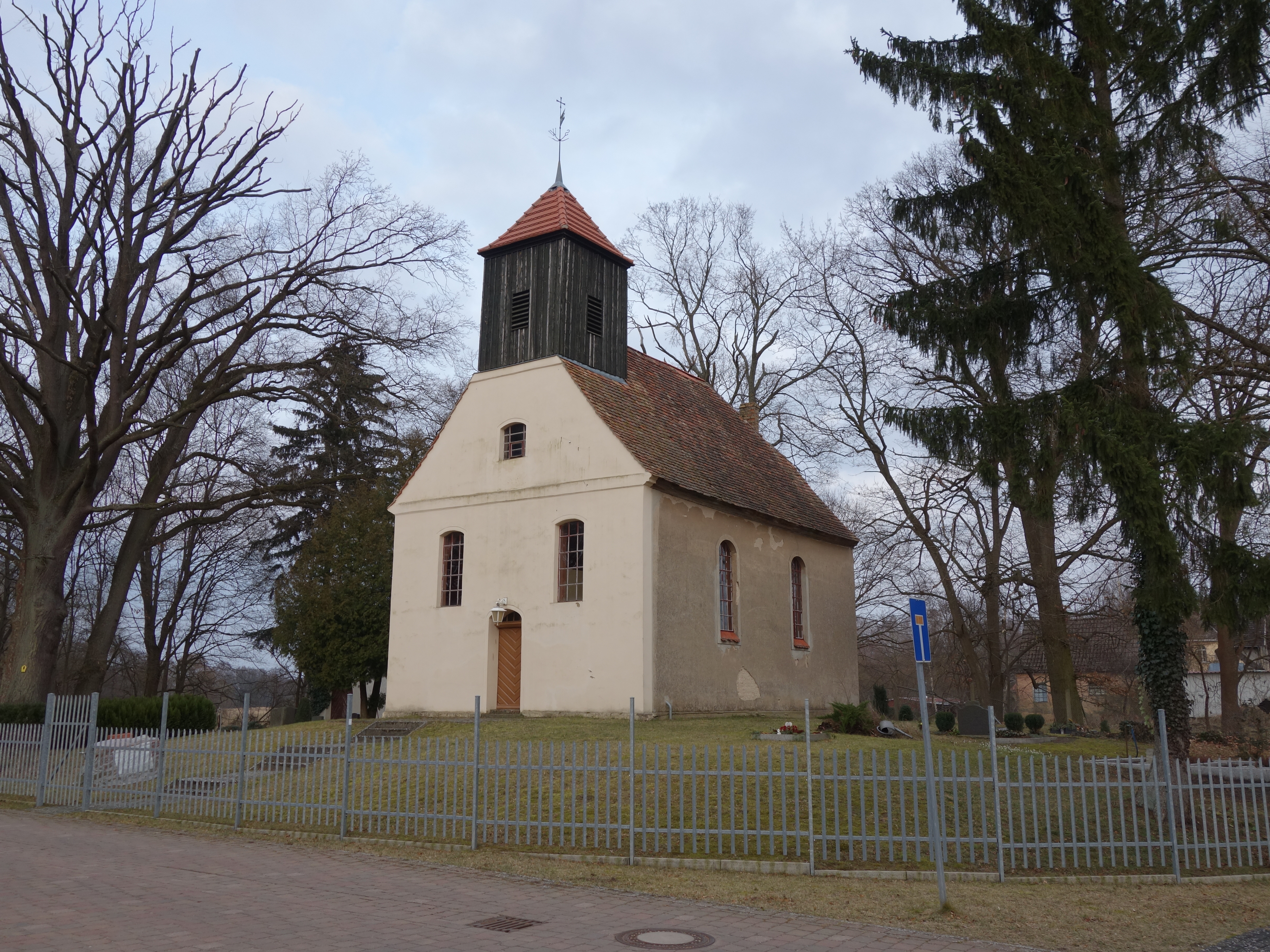
Die Dorfkirche stammt aus dem 18. Jh

Der Ortsname kommt aus dem Slawischen, vermutlich von Schar wie Graben und Lanke für sumpfige Niederung.

### Älteste Funde
Der Landstrich war bereits in der Jungsteinzeit (3000–1700 v. Chr.) besiedelt. Aus der anschließenden Bronzezeit (1700–600 v. Chr.) erzählen unter anderem Gefäßscherben von Siedlungen am Ufer des Pälitzsees. Danach war das Gebiet unbewohnt. Erst im 6. Jahrhundert n. Chr. wanderten Slawen ein und fanden gute Bedingungen für Ackerbau, Viehzucht und Fischfang. Diese Siedler gaben den Ort auch seinen Namen.
Spätere Urkunden erwähnen den Ort als „Szarlancke“ (1524), „zu Zerlancke“ (1540), „nach Zerlang“ (1676) und „Großen Zerlang“ (1697).
Seit der deutschen Ostsiedlung bis zu ihrem Aussterben im Jahr 1524 gehörte Großzerlang den Grafen von Lindow-Ruppin und fiel dann an die Mark Brandenburg. Im Dreißigjährigen Krieg fiel die Siedlung wüst. Im Jahr 1697 wurde wieder ein Vorwerk mit Brauhaus, Schaf- und Rinderställen erwähnt und auch die Kirche wurde erstmals erwähnt. Im Jahr 1840 hatte das Dorf neben der Gutsanlage 18 Wohnhäuser.

### Eingemeindung
Am 26. Oktober 2003 wurde Großzerlang nach Rheinsberg eingemeindet.

## Sonstiges
Am Nordufer der Halbinsel am Kleinen Pälitzsee liegt der Bundeszeltplatz vom Verband Christlicher Pfadfinder*innen.